# Ludmilla Bichler
Pour les articles homonymes, voir Bichler.
 (mai 2025).
Ludmilla Bichler est une compositrice allemande.

## Œuvres
Elle a composé des morceaux pour piano comme sa Sérénade, op. 19 ou Letzte Rose, op. 20.